# Sunset Coast
Die Sunset Coast ist ein von der westaustralischen 1,5-Millionen-Einwohner-Stadt Perth aus nach Norden reichender, feinsandiger Küstenstreifen am Indischen Ozean, der den Bewohnern der Metropolregion insbesondere an den Wochenenden als Naherholungsgebiet dient.
Ihren Namen erhielt die 100 % nach Westen ausgerichtete Küste erst in den 1990er Jahren von der Tourismusbehörde des Bundesstaats Western Australia (Tourism Western Australia) als werbewirksames Markenzeichen wegen der bei gutem Wetter an allen Stränden zu erlebenden spektakulären Sonnenuntergänge.

## Abgrenzung

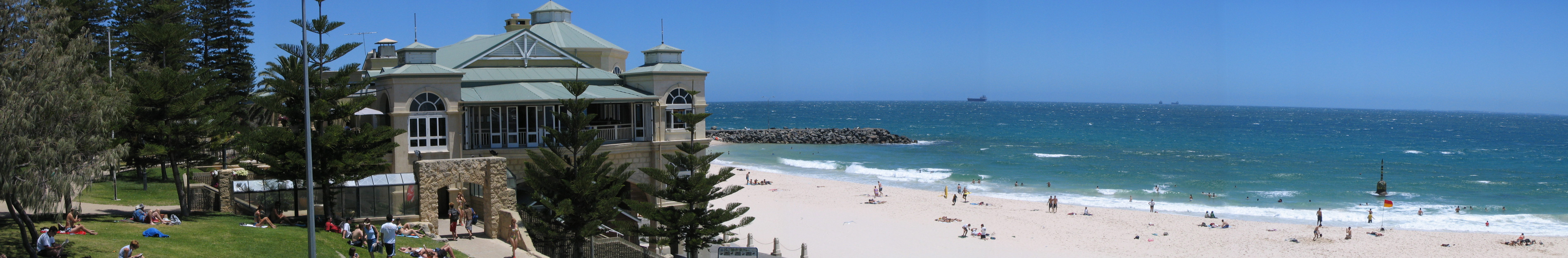
Cottesloe Beach

Die Sunset Coast beginnt in Cottesloe, einer südlichen Vorstadt Perths zwischen dem Unterlauf des Swan River und dem offenen Meer, unmittelbar nördlich an Fremantle angrenzend. Nach Eigendefinition endet sie ca. 60 km weiter am Two Rocks Beach, wo der Großraum Perth ausläuft.
Die Tourismusbehörde rechnet indes noch den unberührten Abschnitt bis Lancelin dazu, das 125 km nördlich Perths liegt und für 4W-Drive-Liebhaber Ausgangspunkt einer schwierigen, noch ca. 65 km langen Sandpisten-Strecke bis zu den Pinnacles ist. Die Küste zwischen Two Rocks Beach und Lancelin ist durch keine Küstenstraße erschlossen. Die abgelegenen Appartement- und Camping-Kolonien Guilderton, Seabird, und Ledge Point werden aus dem Binnenland mittels von der Fernverkehrsstraße 60 (Wanneroo Road) abgehenden Stichstraßen angefahren; die Wanneroo Road endet in Lancelin.

## Verwaltungsgliederung
Innerhalb des Großraums Perth haben sechs Local Government Areas Anteil an der Sunset Coast:
- Town of Cottesloe
- Town of Claremont mit Swanbourne
- Town of Cambridge mit City Beach und Floreat
- City of Stirling mit Scarborough und Trigg
- City of Joondalup mit Sorrento, Hillarys, Mullaloo und Burns Beach
- City of Wannaroo mit Mindarie Keys, Quinns Rocks, Yanchep und Two Rocks

Zählt man Lancelin dazu, wäre noch der Shire of Gingin berührt.

## Verlauf

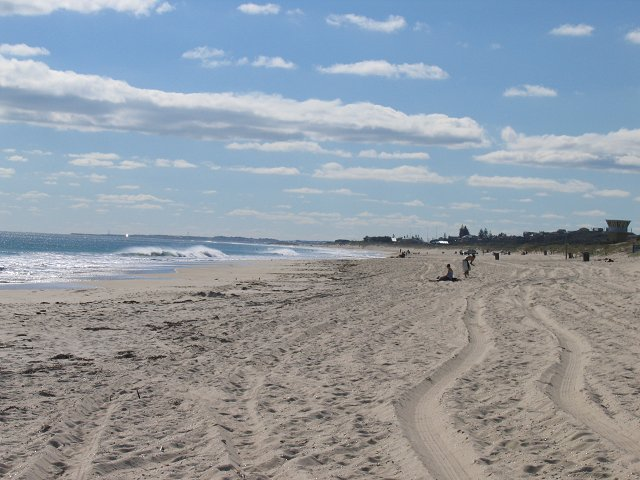
Scarborough Beach

Von Süden nach Norden verläuft die Küste durch die Vorstädte und Trabantenstädte von Perth parallel zum West Coast Highway, der nördlich von Trigg Beach Marmion Avenue heißt, an folgenden Stränden und Häfen vorbei:
- Cottesloe Beach: Favorisierter, nördlich an Fremantle angrenzender Stadtstrand;
- Swanbourne Beach: Ruhiger, vom Highway nicht einsehbarer Strand; teilweise FKK-Gelände;
- City Beach: Gepflegter Sonnen- und Badestrand, regelmäßig prämiert im von der Tourismusbehörde ausgeschriebenen Wettbewerb um den besten Stadtstrand Perths;
- Floreat Beach: Ähnlich im Charakter, jedoch kleiner;
- Scarborough Beach: Favorisierter Surf-Strand; urbane touristische Infrastruktur;
- Trigg Beach: Kleiner Surfstrand mit besonders hohem Wellengang, Treffpunkt für Surf-Profis;
- Bay Beaches: Ruhige, von Felsen umschlossene, Buchten für Schwimmer und Schnorchler;
- Sorrento Beach: Bewachter Badestrand mit Barbecue-Fazilitäten, südlichster Ortsteil der Trabantenstadt Joondalup City;
- Hillarys Boat Harbour: Kleiner Hafen mit dem AQWA-Meeresaquarium, welches das größte seiner Art auf dem Kontinent ist;
- Pinnaroo Point: Strand zum Windsurfen und Kitesurfen;
- Whitfords Animal Exercise Beach: Hundeerziehungsgelände;
- Mullaloo Beach: Familienfreundlicher, bewachter Badestrand;
- Burns Beach: Bade- und Schnorchelstrand, mit Zugangsmöglichkeiten zum Hinterland.
- Mindarie Beach: Surfstrand für Anfänger und Hafen der Mindarie Keys, dem südlichsten Ortsteil der Trabantenstadt Wannaroo.
- Quinns Rocks Beach: Bewachter Surfstrand und Hundestrand.

Nördlich der Quinns Rocks bei Butler endet der Küstenhighway. Über Hester Avenue, Wanneroo Road und Yanchep Road sind aber noch die beiden nördlichsten zur Sunset Coast zählenden Attraktionen zugänglich:
- Yanchep Lagoon: Flache Lagune für Schwimmer und Schnorchler in unmittelbarer Nähe des gleichnamigen Nationalparks.
- Two Rocks Beach: Übungsplatz für Paragliding und Drachenfliegen bei einem kleinen Hafen

## Regionaler Charakter

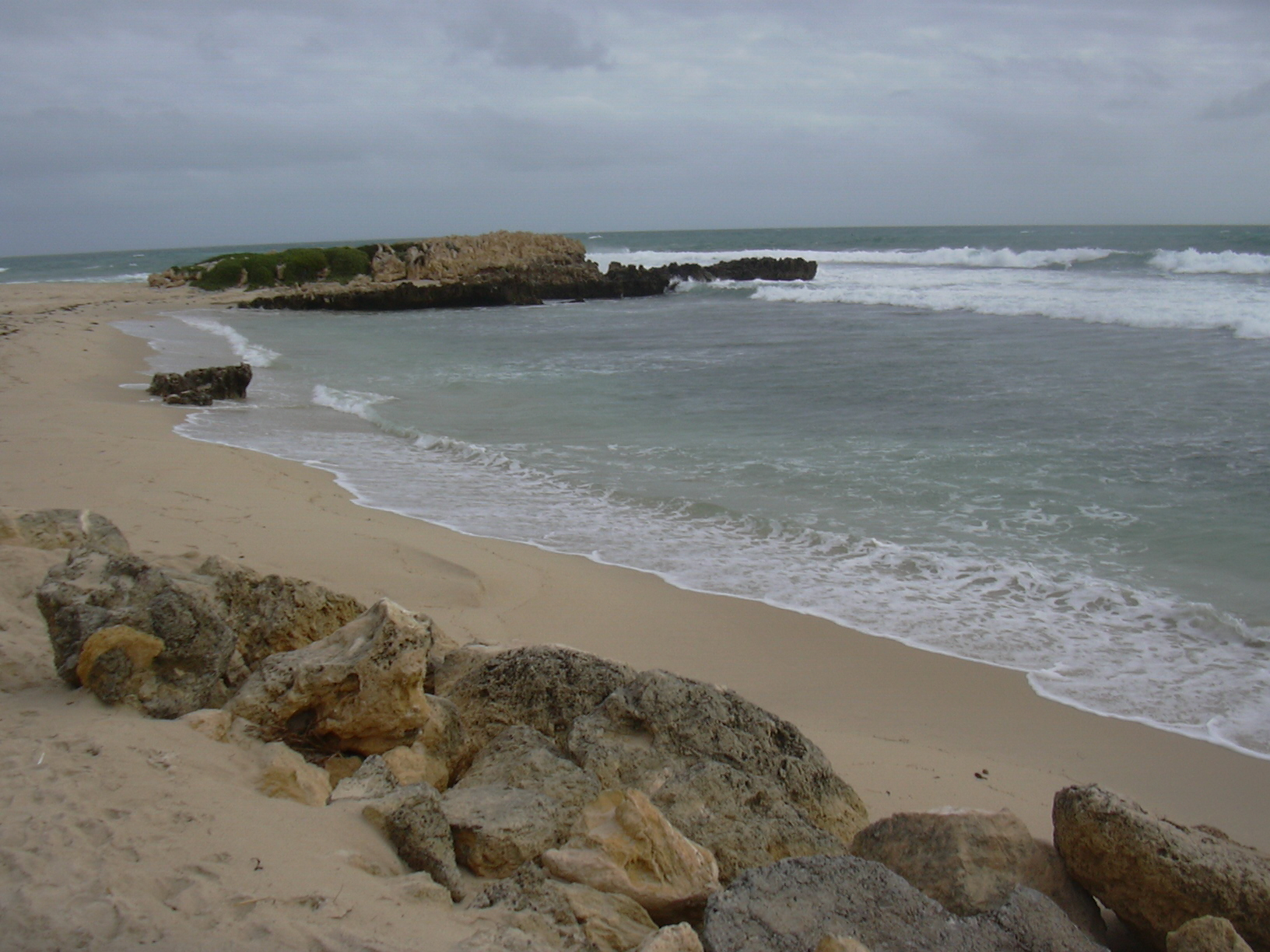
Trigg Beach im Winter bei Sturm und hohem Seegang

Der südliche Teil des Küstenstreifens von Cottesloe bis Sorrento hat im unmittelbaren Einzugsbereich der Metropole Perth einen urbanen Charakter und ist an den Wochenenden in den Sommermonaten stark frequentiert. Hier konzentriert sich auch das Angebot an Unterkünften aller Leistungskategorien vom 5-Sterne-Hotel bis zur Backpacker-Unterkunft, Sportanlagen und Einkaufsmöglichkeiten, gastronomischen Einrichtungen, Nachtleben und Vergnügungsstätten.
Der mittlere, zum Verwaltungsbereich Joondalup gehörige Abschnitt zeichnet sich durch ruhigere Strandabschnitte aus. Eine Ausnahme ist Hillary's Boat Harbour mit Australiens größtem Meeresaquarium als Hauptattraktion, wo die Unterwasserwelt auf 12.000 km Küstenlänge Westaustraliens durch 5 Klimazonen dokumentiert ist. Das noch stark von britischen Immigranten geprägte Binnenland Joondalups an dem gleichnamigen See verfügt über weitläufige Sportanlagen und eines der bekanntesten Golf-Resorts Westaustraliens.
Auf dem weniger frequentierten nördlichen Abschnitt mit einfachen Appartement- und Camping-Anlagen – beliebt bei Schnorchlern und Tauchern – ist das Binnenland ursprüngliches Buschland, das in prähistorischer Zeit von Aborigines aus dem Stamm der Nyoongar bewohnt war. In dem von Kalksteinhöhlen durchzogenen Yanchep National Park werden heute für Touristen geführte bush walks veranstaltet, bei denen Nyoongars die Kultur ihrer Vergangenheit erklären; diese sind beliebt insbesondere im Frühjahr zur Wildblumensaison (September/Oktober), die das für den Rest des Jahres homogen immergrüne Buschland auf roter Sanderde für wenige Wochen in ein vielfarbiges Blütenmeer verwandelt. Es gibt auch einen Koala-Park; allerdings sind dies keine endemischen Tiere Westaustraliens.

## Klima

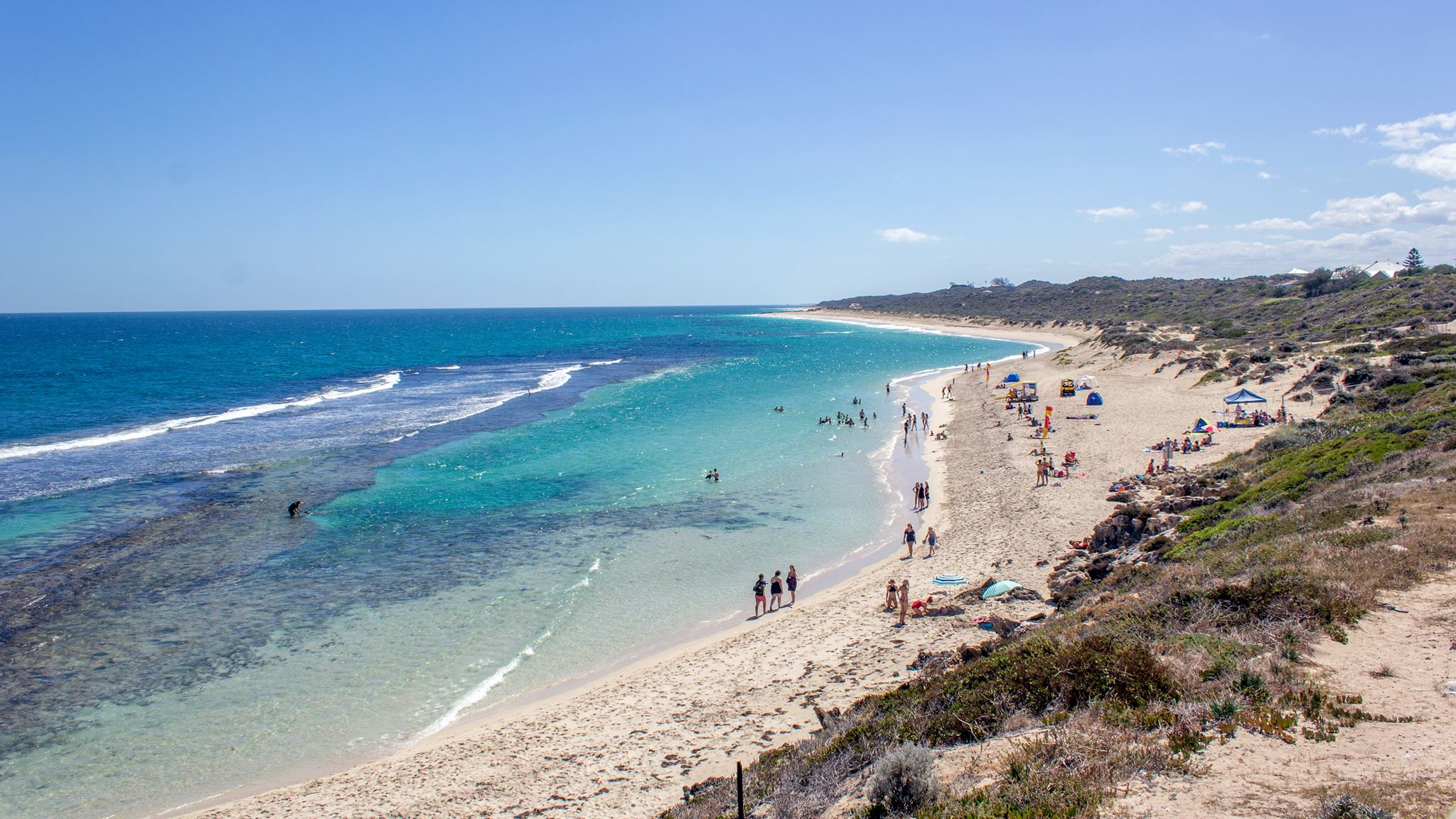
Yanchep Lagoon

Die Sunset Coast erfährt eine durchschnittliche Sonnenscheindauer von acht Stunden am Tag im Jahresmittel.
In der Badesaison der trockenen Sommermonate (Dezember bis Februar) beträgt die durchschnittliche Tageshöchsttemperatur um 30 °C; es gibt nur zwei bis vier Regentage im Monat und fällt insgesamt im Schnitt 5–6 mm Niederschlag/m². Nachmittags kommt häufig ein frischer Seewind aus südlicher Richtung auf, der im Volksmund wegen seiner die Hitze-Beschwerden kurierenden Wirkung The Fremantle Doctor genannt wird.
In den feuchteren Wintermonaten (Juni bis August) werden die Küsten bei Tageshöchsttemperaturen um 19 °C und kräftigem Wind an trockenen Tagen nur noch von erfahrenen Wassersportlern frequentiert. Statistisch ist jeder zweite Tag in dieser Jahreszeit ein Regentag, und es fallen im Schnitt circa 150–160 mm Niederschlag/m² und Tag.